# Adrie Belfroid
Adrie Belfroid (Vlissingen, 26 december 1967) is een Nederlands voormalig voetballer die als verdediger bij VC Vlissingen speelde. Hij is de tweelingbroer van Anton Belfroid, die zeven minuten jonger is. Ze speelden het grootste gedeelte van hun carrières samen.

## Carrière
Adrie Belfroid speelde in de jeugd van SV Walcheren, waar hij op zeventienjarige leeftijd in het eerste elftal speelde. In 1986 vertrok hij samen met zijn broer naar Jong NAC. Anton speelde enkele wedstrijden voor het eerste elftal van NAC in de Eerste divisie. Nadat ze niet uit een contractonderhandeling kwamen, keerden de broers in 1988 terug bij Walcheren. Hierna maakten ze de overstap naar VC Vlissingen, wat in 1990 de overstap naar het betaald voetbal maakte. Hier speelde hij aan het einde van het eerste seizoen negen wedstrijden. Hierna veranderde de club van naam naar VCV Zeeland, en werd Belfroid een vaste waarde. Op 21 september 1991 maakte hij in de met 2-1 verloren uitwedstrijd tegen Excelsior zijn enige doelpunt in het betaald voetbal. Nadat VCV Zeeland in 1992 failliet ging, maakte hij de overstap naar VV Middelburg, waar zijn broer later ook aansloot. Hierna speelde hij nog voor VV Veere.

### Statistieken
| Seizoen                   | Club           | Land           | Competitie     | Competitie | Competitie | Beker | Beker | Totaal | Totaal |
| Seizoen                   | Club           | Land           | Competitie     | Wed.       | Dlp.       | Wed.  | Dlp.  | Wed.   | Dlp.   |
| ------------------------- | -------------- | -------------- | -------------- | ---------- | ---------- | ----- | ----- | ------ | ------ |
| 1990/91                   | VC Vlissingen  | Nederland      | Eerste divisie | 9          | 0          | 0     | 0     | 9      | 0      |
| 1991/92                   | VCV Zeeland    | Nederland      | Eerste divisie | 26         | 1          | 0     | 0     | 26     | 1      |
| Carrièretotaal            | Carrièretotaal | Carrièretotaal | Carrièretotaal | 35         | 1          | 0     | 0     | 35     | 1      |
| Bijgewerkt op 10 mei 2022 |                |                |                |            |            |       |       |        |        |

## Privé
Adrie Belfroid is getrouwd en heeft twee dochters. Na zijn voetbalcarriere is hij basischoolleraar geworden.